# Artana (kommunhuvudort)
Artana är en kommunhuvudort i Spanien.   Den ligger i provinsen Província de Castelló och regionen Valencia, i den östra delen av landet, 300 km öster om huvudstaden Madrid. Artana ligger 259 meter över havet och antalet invånare är 1 850.
Terrängen runt Artana är kuperad, och sluttar österut. Runt Artana är det tätbefolkat, med 319 invånare per kvadratkilometer. Närmaste större samhälle är Onda, 8,2 km norr om Artana. 